# 类芦
类芦（学名：Neyraudia reynaudiana）为禾本科类芦属下的一个种。

## 扩展阅读
- 維基物種上的相關：类芦